# BLOODIEST
『BLOODIEST』（ブラッディエスト）は、聖飢魔IIの第三十四教典で、オリジナル作品としては13作目となる大教典。魔暦24年（2022年）8月24日にカセットテープ仕様、9月21日にCD仕様、11月9日にLPレコード仕様で発布された。本教典のタイトルは『最も濃ゆい血』を意味している。

## 概要
聖飢魔IIは、魔暦元年（1999年）10月21日に最終大教典『LIVING LEGEND』を発布し、同年12月31日をもって地球征服完了を宣言。14年間の活動に終止符を打って解散し、魔界に戻った。
解散後も「人類の悪魔化の視察」と称して5年おきに再集結し、期間限定で大黒ミサツアーを行っており、魔暦22年（2020年）には地球デビュー35周年を記念した期間限定再集結を予定していたが、新型コロナウイルスの影響で、2年連続で大黒ミサツアーを、ヴィデオ黒ミサ・生トーク・アコースティックを中心とした『変異生黒ミサツアー』に変更せざるを得なくなった。
この状況を逆手に取り、「ゼウスの妨害への反撃」として製作・発布されたのが本作である。
解散後初であり、『LIVING LEGEND』以来23年ぶりの大教典となる本作は、聖飢魔IIにおいて作曲経験のある全ての構成員が楽曲提供を行っており、新曲8曲に魔暦18年（2016年）発布の小教典「荒涼たる新世界 / PLANET / THE HELL」「呪いのシャ・ナ・ナ・ナ / GOBLIN'S SCALE」の計4曲を加えた全12曲を収録している。
「通常盤」「初回限定生産盤A」「初回限定生産盤B」は、魔暦紀元前14年（1985年）発布の地球デビュー大教典『聖飢魔II〜悪魔が来たりてヘヴィメタる』と同日に発布された。また、コーラスとして、魔暦紀元前13年（1986年）までベーシストとして活動した初代構成員のゾッド星島が参加している。
カセットテープ大教典の発布を記念し、X-ISHIKAWAから、オリジナルラジオカセットテーププレイヤー「RAJICA-SEIKIMAⅡ」が発売された。
本作発布を記念し、「聖飢魔Ⅱ POP UP SHOP」をタワーレコード渋谷店の2階催事スペースで開催した。なお、事前の告知では構成員は登場しないとされていたが、大教典発布に際しタワーレコード渋谷店を襲撃し、御尊影撮影と花押をした。同時に、アナログ大教典の発布と魔暦25年（2023年）2月15日に国立代々木競技場第一体育館で大黒ミサツアーの追加公演を開催することが発表された。また、渋谷店の他に、名古屋パルコ店、梅田NU茶屋町店で悪魔物品の販売を実施した。

## 発布形態
完全生産限定盤
カセットテープのみの形態。
『BLOODIEST』の楽曲及び、デーモン閣下の説法を収録。
LPレコード2枚組の形態。
通常盤
CDのみの形態。
初回限定生産盤A
「CD+Blu-ray」及び「CD+DVD」の形態。
付属の映像ソフトには、魔暦22年（2020年）・23年（2021年）に開催した『変異生黒ミサツアー』のライブ映像、再集結後に製作・発布された6曲の活動絵巻を収録。
初回限定生産盤B
CD2枚組の形態。
付属のCDには、再集結後に製作・発布された12曲（詳細後述）を収録。

## 収録曲

### カセットテープ（完全生産限定盤）

#### SIDE A
1. お言葉 I
2. LOVE LETTER FROM A DEAD END（作詞:デーモン閣下、作曲:ルーク篁、編曲: 聖飢魔II、怪人松崎様）
3. RUN RUN RUN!（作詞:ジェイル大橋、デーモン閣下、作曲:ジェイル大橋、編曲: 聖飢魔II、怪人松崎様）
4. 呪いのシャ・ナ・ナ・ナ（作詞:デーモン閣下、作曲:ルーク篁、編曲: 聖飢魔II）
5. 荒涼たる新世界（作詞・作曲:ダミアン浜田、編曲: ダミアン浜田、聖飢魔II、怪人松崎様）
6. 歌おう踊ろう×××しよう（作詞:デーモン閣下、作曲:エース清水、編曲: 聖飢魔II、怪人松崎様）
7. GOBLIN'S SCALE（作詞:デーモン閣下、作曲:ジェイル大橋、編曲: 聖飢魔II）
8. お言葉 II

#### SIDE B
1. お言葉 III
2. THE BLOODIESTS -最も血生臭い奴ら-（作詞:デーモン閣下、作曲:ゼノン石川、デーモン閣下、編曲: 聖飢魔II、怪人松崎様）
3. WHAT’S HAPPENING?（作詞:デーモン閣下、作曲:ライデン湯沢、編曲: 聖飢魔II、怪人松崎様）
4. MIGHTY PUNCH LINE（作詞・作曲:ルーク篁、編曲: 聖飢魔II、怪人松崎様）
5. PLANET / THE HELL（作詞・作曲:ダミアン浜田、編曲: ダミアン浜田、聖飢魔II、怪人松崎様）
6. 地獄の鐘を鳴らすのはおまえ（作詞・作曲:デーモン閣下、編曲: 聖飢魔II、怪人松崎様）
7. 永遠の詩 -A Song Of The Deceased-（作詞・作曲:ジェイル大橋、編曲: 聖飢魔II、怪人松崎様）
8. お言葉 IV

### CD（初回生産限定盤・通常盤共通）
1. LOVE LETTER FROM A DEAD END
2. RUN RUN RUN!
3. 呪いのシャ・ナ・ナ・ナ
4. 荒涼たる新世界
5. 歌おう踊ろう×××しよう
6. GOBLIN'S SCALE
7. THE BLOODIESTS -最も血生臭い奴ら-
8. WHAT’S HAPPENING?
9. MIGHTY PUNCH LINE
10. PLANET / THE HELL
11. 地獄の鐘を鳴らすのはおまえ
12. 永遠の詩 -A Song Of The Deceased-

### Blu-ray・DVD（初回生産限定盤A）

#### ヴィデオ黒ミサ＆生トークツアー「特別給付悪魔」+再集結以後発表のMusic Clips
VIDEO黒ミサ 夜の部
1. Opening of SPECIAL AKUMA PAYMENT
2. 創世紀
3. FIRE AFTER FIRE
4. 1999 SECRET OBJECT
5. TALK 1
6. アダムの林檎
7. MASQUERADE
8. TALK 2
9. 呪いのシャ・ナ・ナ・ナ
10. Brand New Song
11. Prologue of 蠟人形の館
12. 蠟人形の館
13. 生トークへの誘い
14. 秘密の花園
15. JACK THE RIPPER
16. Prologue of EL. DORADO
17. EL. DORADO
18. Ending of SPECIAL AKUMA PAYMENT

VIDEO黒ミサ 昼の部 限定曲
1. 地獄の皇太子
2. 昼TALK 2
3. GOBLIN’S SCALE
4. BAD AGAIN 〜美しき反逆〜

再集結以後発表のMusic Clips
1. EL. DORADO 聖飢魔Ⅱ×Kobun Shizuno
2. 呪いのシャ・ナ・ナ・ナ
3. 呪いのシャ・ナ・ナ・ナ Dance Ver.
4. BABIES IN THEIR DREAMS
5. EL. DORADO
6. LOVE LETTER FROM A DEAD END

#### ヴィデオ黒ミサ＆生トークツアー 全会場選抜生トーク集
ヴィデオ黒ミサ&生トークツアー 全15会場選抜生トーク集
1. 10月11日 福岡 福岡サンパレス ホテル&ホール
2. 10月20日 東京 東京国際フォーラム ホールA
3. 10月24日 千葉 松戸森のホール21 大ホール
4. 10月31日 北海道 札幌文化芸術劇場 hitaru
5. 11月7日 宮城 仙台サンプラザホール
6. 11月15日 静岡 静岡市民文化会館 大ホール
7. 11月19日 愛知 愛知県芸術劇場 大ホール
8. 11月21日 石川 本多の森ホール
9. 11月28日 香川 レクザムホール 大ホール
10. 12月6日 京都 ロームシアター京都 メインホール
11. 12月12日 神奈川 カルッツかわさき
12. 12月13日 新潟 新潟テルサ
13. 12月17日 大阪 オリックス劇場
14. 12月19日 広島 広島文化学園HBGホール
15. 12月27日 長野 ホクト文化ホール 大ホール

#### ヴィデオ＆変異生黒ミサツアー「悪チン集団接種」
VIDEO黒ミサ 夜の部
1. 陰アナウンス（ダミアン陛下詔）
2. OPENING of AKU-CHINE MASS INOCULATION
3. OVERTURE ～ WINNER!
4. APHRODITE
5. TALK 1
6. 空の雫
7. FROM HELL WITH LOVE
8. GOBLIN’S SCALE
9. TALK 2
10. 世界一のくちづけを
11. TALK 3
12. 有害ロック
13. STAINLESS NIGHT
14. TALK4 with C.P.ACE
15. FIRE AFTER FIRE
16. Ending of VIDEO & Opening of 変異生黒ミサ
17. 地獄の皇太子
18. 生TALK 1
19. エガオノママデ
20. 秘密の花園
21. 生TALK2
22. THE OUTER MISSION
23. Prologue of 蠟人形の館
24. 蠟人形の館
25. 生TALK 3
26. SAVE YOUR SOUL
27. Ending of AKU-CHINE MASS INOCULATION
28. 35++予告VTR

夜の部限定曲
1. 真昼の月

### CD（初回生産限定盤B）

#### 「地獄のBONUS TRACKS -再集結以後発布楽曲集-」
1. 蒼き風 紅き風
『恐怖の復活祭 THE LIVE BLACK MASS D.C.7 SELECTION +α』収録曲。
2. LET ME BE YOUR FRIEND
『悪魔RELATIVITY』収録曲。
3. BABIES IN THEIR DREAMS
『悪魔RELATIVITY』収録曲。
4. HEAVY DUTY BABY
『恐怖の復活祭 THE LIVE BLACK MASS D.C.7 SELECTION +α』収録曲。
5. PANDEMIC CARRIERS
『悪魔 NATIVITY "SONGS OF THE SWORD"』収録曲。
6. DESERTED HERO
『悪魔RELATIVITY』収録曲。
7. 俺様はアナニマス
『悪魔RELATIVITY』収録曲。
8. SURPRISE!
『恐怖の復活祭 THE LIVE BLACK MASS D.C.7 SELECTION +α』収録曲。
9. MOTHER EARTH
『恐怖の復活祭 THE LIVE BLACK MASS D.C.7 SELECTION +α』収録曲。
10. T列車で行こう
『恐怖の復活祭 THE LIVE BLACK MASS D.C.7 SELECTION +α』収録曲。
11. SADAKO vs. KAYAKO -THE CURSE OF SHANA・NA・NA-
小教典「呪いのシャ・ナ・ナ・ナ / GOBLIN'S SCALE」収録曲。
12. I AM HERE
『恐怖の復活祭 THE LIVE BLACK MASS D.C.7 SELECTION +α』収録曲。

### LPレコード（完全生産限定盤）

#### DISC 1
A SIDE
1. LOVE LETTER FROM A DEAD END
2. RUN RUN RUN!
3. 呪いのシャ・ナ・ナ・ナ

B SIDE
1. 荒涼たる新世界
2. 歌おう踊ろう×××しよう
3. GOBLIN'S SCALE

#### DISC 2
C SIDE
1. THE BLOODIESTS -最も血生臭い奴ら-
2. WHAT’S HAPPENING?
3. MIGHTY PUNCH LINE

D SIDE
1. PLANET / THE HELL
2. 地獄の鐘を鳴らすのはおまえ
3. 永遠の詩 -A Song Of The Deceased-

## 演奏者（ブックレット上の表記に準ずる）
- H.E.DEMON KAKKA - Vocals & Voices
- H.H.RAIDEN YUZAWA - Drums & Background Voices
- Dr.XENON ISHIKAWA - Bass & Background Voices
- S.G.LUKE TAKAMURA - Computer Programming, Guitars & Background Vocals
- E.M.JAIL O'HASHI - Computer Programming, Guitars & Background Vocals
- H.M.DAMIAN HAMADA - Computer Programming & Background Vocals（#9.10）
- C.P.ACE SHIMIZU - Guitars
- E.C.J.ZOD HOSHIJIMA - Background Vocals（#2.4.5.10）
- KAIJIN MATSUZAKI SAMA - Keyboards, Computer Programming & Background Vocals
- SAKURA "Ciel" ISHADOW - Additional Background Vocals（#9）

## 関連小教典（マキシシングル）
- 荒涼たる新世界 / PLANET / THE HELL（D.C.18年（2016年）4月13日発布）
- 呪いのシャ・ナ・ナ・ナ / GOBLIN'S SCALE （D.C.18年6月15日発布、c/w「SADAKO vs. KAYAKO -THE CURSE OF SHANA・NA・NA-」）